# Перегруппировка Бамбергера
Перегруппировка Бамбергера — перегруппировка фенилгидроксиламинов в п-аминофенолы под воздействием разбавленной серной кислоты. Названа в честь немецкого химика Ойгена Бамбергера (1857–1932).
Исходные фенилгидроксиламины обычно синтезируют реакцией гидрирования нитробензолов с использованием родиевых или цинковых катализаторов.

## Механизм реакции
Механизм перегруппировки Бамбергера основан на монопротонировании N-фенилгидроксиламина 1. N-протонирование 2 предпочтительно, но непродуктивно. O-протонирование 3 может привести к образованию иона нитрения (NH2+) 4, который может реагировать с нуклеофилами (H2O) с образованием желаемого п-аминофенола 5.